# لعمامشة (أولاد بوعيش)
لعمامشة هو دُوَّار يقع بجماعة لعمامرة، إقليم آسفي، جهة مراكش آسفي في المملكة المغربية. ينتمي الدوّار لمشيخة أولاد بوعيش التي تضم 11 دوار. يقدر عدد سكانه بـ 294 نسمة حسب الإحصاء الرسمي للسكان والسكنى لسنة 2004.

## روابط خارجية
- البوابة الوطنية للجماعات الترابية نسخة محفوظة 12 مارس 2018 على موقع واي باك مشين.
- المندوبية السامية للتخطيط